# Тутело
Тутело (на английски: Tutelo) е северноамериканско индианско племе, което по време на колониалния период живее в предпланините на Вирджиния. Между 1671 и 1753 г. тутело са принудени да се местят многократно, докато най-накрая се присъединяват към каюга в Ню Йорк. След Войната за независимост повечето се местят в Канада с Джоузеф Брант. През 1830те около 200 тутело живеят в Тутело Хайтс, близо до Брантсфорд, Онтарио. Последният чистокръвен тутело умира тук през 1871 г.

## Име и език
Името тутело идва от „тотероронон“, име с което ирокезите наричат всички сиуговорещи племена в планините на Вирджиния и Северна Каролина. Негови производни са „катера“, „шатерас“, „тотеро“. Самите тутело се наричат „йесан-хора“. Езикът им е сиукски, тясно свързан с този на сапони и оканичи, и може би с манахок и монакан.

## История
За първи път тутело се споменават заедно с имената на оканичи и сапони от Едуард Бланд през 1650 г. През 1671 г. експедицията на Томас Батс и Робърт Фалъм посещава града „Тотеро“ близо до мястото на днешния Сейлъм, Вирджиния, на 160 километра западно от последното село на сапони. Малко след тяхното идване, тутело и сапони се преместват при сливането на реките Дан и Стантън, и заемат два съседни острова, близо до острова на оканичи в река Роанок. През 1680те, за да избегнат атаките на ирокезите от север трите племена се местят далеч на юг до река Ядкин в Северна Каролина. През 1708 г. обаче се връщат пак във Вирджиния. През 1712 г. селото им се намира на Трийс Крийк, северно от Емпория, близо до селата на сапони, оканичи и стуканокс. През 1714 г. се местят близо до форт Кристана. До 1740 г. повечето от тях напущат и се местят далеч на север в Шамокин. През 1748 г. тутело се местят на Катауиса Криик, а от 1760 г. се установяват на Тиога Пойнт. От 1771 г. се съобщава, че живеят сред каюга в Ню Йорк. След Войната за независимост повечето отиват в Канада където през 1871 г. умира последният чистокръвен тутело.